# Silvana Estrada
Pour les articles homonymes, voir Estrada.
Silvana Estrada, née le 15 avril 1997 à Coatepec (Veracruz), est une musicienne et compositrice mexicaine. Elle a sorti trois albums, dont deux avec la collaboration du musicien Charlie Hunter. De plus, elle a travaillé avec des artistes comme Natalia Lafourcade, Caloncho, Alex Cuba et Guitarricadelafuente, entre autres.

## Biographie

### Enfance
Estrada est née à Coatepec dans l'État de Veracruz au Mexique. Ses parents sont tous deux luthiers. Elle commence à jouer de la musique à un jeune âge, puis se produit dans différents bars de sa ville natale. À 16 ans, elle est acceptée dans un programme de jazz à l'Universidad Veracruzana à Xalapa. Alors qu'elle étudie encore, elle commence à écrire des chansons en jouant sur le cuatro vénézuélien de son père. Elle utilise toujours le cuatro comme l'un des principaux instruments de sa musique.

### Carrière

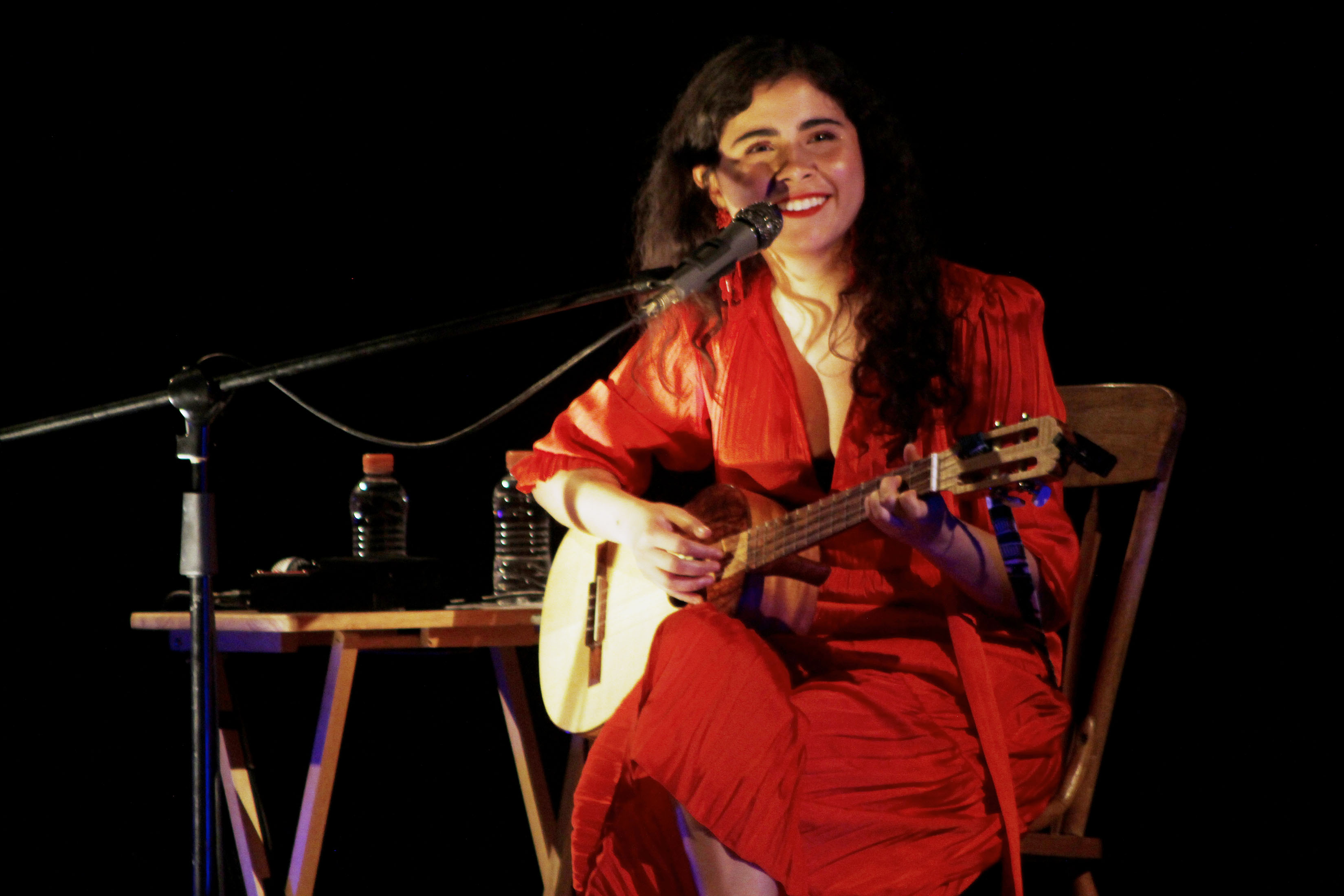
S. Estrada au Teatro de la Ciudad Esperanza Iris en 2019.

Alors qu'elle assiste à un séminaire de jazz où elle interprète certaines de ses compositions, elle rencontre le musicien américain Charlie Hunter qui lui propose de travailler avec lui. Ils enregistrent l'album Lo Sagrado dans la cabane des parents d'Estrada à Coatepec. L'album sort en 2017 et est réédité en 2020. En 2018, Estrada travaille sur un deuxième album avec Hunter intitulé Charlie Hunter / Carter McLean Featuring Silvana Estrada. L'album est enregistré aux États-Unis et présente également le batteur américain Carter McLean. La même année, Estrada sort un EP de quatre chansons, Primeras Canciones. En 2019, elle entame une tournée mexicaine et se produit avec des artistes comme Natalia Lafourcade, Mon Laferte et Julieta Venegas.
En 2020, elle signe avec le label américain Glassnote Records, devenant ainsi sa première artiste latino-américaine. Le 21 janvier 2022, elle sort Marchita, son premier album solo et troisième album au total. L'album, produit par Gustavo Guerrero, est acclamé par la critique à sa sortie. Pour promouvoir l'album, elle se lance dans une tournée solo à travers les États-Unis.

## Influences
Estrada a cité les chanteuses de jazz américaines Billie Holiday et Sarah Vaughan comme influences lorsqu'elle a commencé à s'intéresser à la musique. De plus, sa prestation vocale et son style sont influencés par des chanteurs folkloriques latino-américains comme Chavela Vargas, Violeta Parra Mercedes Sosa et Toña la Negra.

## Discographie

### Album studio
- Marchita (2022)

### EP
- Primeras Canciones (2018)
- Abrazo (2022)

### Albums collaboratifs
- Lo Sagrado avec Charlie Hunter (2017)

### Singles
- Amor Eterno (2018)
- Para Siempre (2020)
- Tom’s Diner (2023)
- Milagro y Desastre (2023)

## Récompense
Estrada partage le Latin Grammy Award 2022 du meilleur nouvel artiste avec Ángela Álvarez lors de la 23e édition des Latin Grammy Awards.